# Jens Stoltenberg
Jens Stoltenberg (* Oslo, Norveška, 16. ožujka 1959.), norveški političar, glavni tajnika NATO-a od 2014. do 2024. godine. Također, dvaput je služio kao norveški premijer (2000. – 2001. i 2005. – 2013.).

## Životopis
Rodio se u obitelji nekadašnjeg norveškog političara, ministra obrane i vanjskih poslova Thorvalda Stoltenberga (1931. – 2018.), koji je sudjelovao kao predstavnik glavnog tajnika UN-a na Međunarodnoj konferneciji o bivšoj Jugoslaviji, i Karin Stoltenberg, koja je služila kao državna tajnica u više norveških vlada tijekom 1980-ih.
Školovanje je započeo waldorfskoj školi te u katedralnoj školi u Oslu, da bi 1987. godine diplomirao ekonomiju na Sveučilištu u Oslu. Služio je kao državni tajnik u ministarstvu okoliša od 1990. do 1991. godine, a 1993. godine je izabran prvi put kao zastupnik u norveškom parlamentu. Od 1993. do 1996. godine obnašao je dužnost ministra industrije, da bi potom postao ministar financija. Godine 2000. prvi je put obnašao dužnost predsjednika vlade (do 2001.), a reizbor je imao 2005. godine, nakon čega je bio na dužnosti premijera sve do 2013. godine.
Dana 1. listopada 2014. godine započeo je obnašati dužnost trinaestog glavnog tajnika NATO-a, koja je trajala do 1. listopada 2024. godine, kada ga nasljeđuje bivši premijer Nizozemske Mark Rutte.

## Obiteljski život
Godine 1987. oženio je norvešku diplomatkinju Ingrid Schulerud (r. 1959.) s kojom ima dvoje djece: Anne Catharina Stoltenberg i Axel Stoltenberg.